# Temporada 1953-1954 del Liceu
La primera funció de la temporada 1953-54 va ser l'estrena al Liceu de la que seria un autèntic ídol dels amants de l'òpera barcelonins: Renata Tebaldi, que aquell any debutà al Liceu amb 31 anys i va protagonitzar La Traviata i pocs dies després Tosca, dues representacions que van significar l'inici d'una història d'amor entre la soprano italiana i el públic del Liceu.
Temporada variada amb diverses representacions d'òperes modernes com per exemple Partita a Pugni de Vieri Tossatti, amb un ring en escena i amb cops de puny, que no va agradar gens en el seu moment.
| Temporada 1953-1954 del Liceu |                         |                        |                        | |           |                                |
| Òpera                         | Compositor              | Director musical       | Director d'escena      | Papers principals | Producció | Dates                          |
| La traviata                   | Giuseppe Verdi          | Angelo Questa          | Acli Carlo Azzolini    | Renata Tebaldi, Francesco Albanese, Enzo Mascherini, Maria Teresa Batlle, Josefina Navarro, Salvatore de Tommaso, Guillermo Arróniz, Antonio Cabanas, Jacinto Santamaría                                                           |           | 4 de novembre                  |
| Tosca                         | Giacomo Puccini         | Angelo Questa          |                        | Renata Tebaldi, Gianni Poggi, Mario Filippeschi, Giuseppe Taddei |           | novembre                       |
| Aida                          | Giuseppe Verdi          | Angelo Questa          |                        | Mario del Monaco, Caterina Mancini, Ebe Stignani, Aldo Protti, Lluís Corbella |           | novembre                       |
| La bohème                     | Giacomo Puccini         |                        |                        | Manuel Ausensi |           |                                |
| La Gioconda                   | Amilcare Ponchielli     |                        |                        | |           |                                |
| I cavalieri di Ekebù          | Riccardo Zandonai       |                        |                        | Manuel Ausensi |           |                                |
| Margherita da Cartona         | Licinio Recife          |                        |                        | Manuel Ausensi |           |                                |
| Don Gil de Alcalá             | Manuel Penella          |                        |                        | Manuel Ausensi |           |                                |
| Werther                       | Jules Massenet          | Eugène Bigot           | Augusto Cardi          | Juan Oncina, Manuel Ausensi, Lluís Corbella, Dídac Monjo, Emili Payà, Nora de Rosa, Lolita Torrentó |           | 30 de desembre, 2 i 6 de gener |
| Amelia al Ballo               | Gian Carlo Menotti      | Armando La Rosa Parodi |                        | Tatiana Menotti, Manuel Ausensi, Alvinio Misciano |           | gener                          |
| The Medium                    | Gian Carlo Menotti      | Armando La Rosa Parodi |                        | Augusta Oltrabella, Tatiana Menotti, Manuel Ausensi |           | gener                          |
| Andrea Chénier                | Umberto Giordano        | Armando La Rosa Parodi | Acli Carlo Azzolini    | Mario Filippeschi, Enzo Mascherini (21)/Aldo Protti (29), Maria Caniglia, Rosario Gómez, Pilar Torres, Julio Catania, Antoni Cabanes, Miquel Aguerri, Carlo Badioli, Salvatore Di Tommaso, Dídac Monjo, Emili Payà, Miquel Aguerri |           | 21 i 29 de novembre            |
| Linda di Chamounix            | Gaetano Donizetti       |                        |                        | Margherita Carosio |           |                                |
| Partita a Pugni               | Vieri Tossatti          |                        |                        | Manuel Ausensi |           |                                |
| Don Giovanni                  | Wolfgang Amadeus Mozart | Wilhelm Loibner        | Ernst August Schneider | Paul Schöffler, Kurt Böhme, Carla Martinis, Albert Weikenmeier, Liselotte Thomamüller, Heinrich Pflanzl, Ljubomir Pantscheff, Emmy Loose                                                                                           |           | 9 al 17 de gener               |
| Tristany i Isolda             | Richard Wagner          | Rudolf Kempe           | Hans Meissner          | August Seider, Kurt Böhme/Wilhelm Schirp, Gertrude Grob-Prandl, Sigurd Björling, Kurt Rehm, Georgine von Milinković, Fritz Sperlbauer                                                                                              |           |                                |